# Prázdnota
Prázdnota je popisována jako základ, který umožňuje všechno ostatní. Pojem prázdnota je v buddhistické filosofii pravděpodobně nejméně pochopené slovo. Porozumět mu je značně obtížné i pro samotné buddhisty. Mnoho prvních překladatelů sanskrtských a tibetských buddhistických textů totiž prázdnotu interpretovalo jako nicotu. Chybně tak spojovali význam toho pojmu s představou totální neexistence ničeho. Když buddhisté mluví o prázdnotě, nemají na mysli nicotu, ale spíše neomezený potenciál pro cokoli: cokoli se může objevit, změnit, zmizet. Vědomí otevřenosti, které lidé zakoušejí, když nechají mysl volně spočívat bývá nazýváno prázdnotou. A protože podstatou naší mysli je prázdnota, jsme nadáni schopností zažívat potenciálně neomezenou škálu myšlenek, pocitů a vjemů. Dokonce i neporozumění prázdnotě je jev, vyvstávající z prázdnoty.

## Prázdnota, prázdný prostor v západní filosofii
Prázdný prostor (neboli vakuum) byl klíčovou podmínkou pro Démokritovu koncepci atomismu, jelikož právě prázdný prostor zaručoval pohyb atomů. Aristotelés naopak odmítal atomistický determinismus a snažil se to dokázat na koncepci přírody, která podle něj žádné prázdno nepřipouští a že se ho vlastně obává. Zde můžeme mluvit o tzv.strachu z prázdnoty/prázdného prostoru – horror vacui. V raném novověku, kdy se intelektuální společnost rozhodla revidovat Aristotelovu fyziku, a tak se prázdný prostor stal velmi diskutovaným problémem. Otto von Guericke (1602 – 1686) se pomocí tzv. magdeburských polokoulí pokusil zvrátit nauku o strachu z prázdného prostoru, které po vysátí vzduchu nebylo možné od sebe odtrhnout. Nicméně šlo přece jen o fyzikální názor německého přírodovědce, kde filosofický důvod nenajdeme.